# Выборы президента Вьетнама (2023)
Непрямые выборы президента Социалистической Республики Вьетнам прошли 2 марта 2023 года. Выборы состоялись раньше, чем планировалось, когда Нгуен Суан Фук подал в отставку из-за «политической ответственности» после серии коррупционных скандалов, таких как скандал с Viet A и скандал с рейсом, «спасающем» граждан, возвращающихся домой из-за пандемии COVID-19.
Из-за однопартийной системы единственным кандидатом, участвовавшим в избирательной кампании, был Во Ван Тхыонг, который был единогласно избран Национальной ассамблеей Вьетнама. На голосовании присутствовало только 488 из 495 членов Национального собрания. Итоги голосования зафиксировали 487 голосов «за» при 1 воздержавшемся; процент поддержки составил 98,38 %.

## История
17 января 2023 году ЦК Коммунистической партии Вьетнама утвердил отставку Нгуен Суан Фука со многих должностей, в том числе с поста президента Социалистической Республики Вьетнам на период 2021—2026 гг., в соответствии с личным пожеланием. Днём позже Национальное собрание Вьетнама официально уволило его с поста президента; Во Тхи Ань Суан, вице-президент государства, была назначена исполняющей обязанности президента. Говорят, что отставка Нгуен Суан Фука связана с политической ответственностью за ряд нарушений, связанных с делом о правонарушениях в акционерном обществе Viet A Technology и «спасательным» рейсом для граждан, возвращающихся во Вьетнам. Вице-премьеры ушли в отставку, два министра и многие чиновники были уволены.
1 марта в целях укрепления позиции государственного президента Постоянный комитет 15-го Национального собрания принял решение о созыве четвёртой внеочередной сессии 15-го Национального собрания для проведения выборов Президента Социалистической Республики Вьетнам. Выборы были назначены на утро 2 марта 2023 года в здании Национальной ассамблеи Вьетнама. В тот же день ЦК Коммунистической партии Вьетнама представил Национальному собранию Вьетнама кадры для проведения выборов.

## Голосование
Около 8 часов утра 2 марта 2023 года Постоянная комиссия Национального собрания представила список кандидатов на пост президента государства. Сразу после этого Национальное Собрание Вьетнама провело дискуссию в Делегации Национального Собрания. Постоянная комиссия Национального Собрания отчитывается перед Национальным Собранием о результатах обсуждений в Делегации и получает мнения депутатов Национального Собрания. После этого Национальное собрание голосует и тайным голосованием избирает президента.
После того, как Счетная комиссия объявила результаты, Резолюция об избрании Президента зафиксировала 487 из 488 присутствующих делегатов, проголосовавших за Во Ван Тхыонга, что составляет 98,38 % от общего числа депутатов Национальной ассамблеи. Во Ван Тхыонг стал самым молодым президентом Вьетнама в истории, ему 52 года Около 10 часов новый президент Вьетнама произнес речь и принял присягу.

Под священным красным флагом и жёлтой звездой перед Национальным собранием и коллегами-избирателями по всей стране я, Президент Социалистической Республики Вьетнам, приношу присягу: Абсолютная верность Отечеству, народу и Конституции страны Социалистическая Республика Вьетнама. Стараться обучать и стремиться хорошо выполнять задачи, поставленные партией, государством и народом.
Оригинальный текст (вьет.)Dưới cờ đỏ sao vàng thiêng liêng, trước Quốc hội và đồng bào cử tri cả nước, tôi Chủ tịch nước Cộng hòa xã hội chủ nghĩa Việt Nam xin tuyên thệ: Tuyệt đối trung thành với Tổ quốc, với Nhân dân và Hiến pháp nước Cộng hòa xã hội chủ nghĩa Việt Nam. Nỗ lực rèn luyện phấn đấu hoàn thành tốt nhiệm vụ được Đảng, Nhà nước và Nhân dân giao phó.

## Реакция
Информационное агентство Reuters назвало Во Ван Туонга фигурой, близкой к генеральному секретарю Нгуен Фу Чонгу, который считается самой влиятельной фигурой во Вьетнаме и «главным архитектором» в антикоррупционной кампании, проводимой Коммунистической партией. Многие инвесторы и аналитики также рассматривают выборы как знак преемственности в экономической и внешней политике Вьетнама.
Сразу после того, как Во Ван Туонг вступил в должность президента, многие лидеры таких стран, как Россия, Индия, Корея, Япония, Италия, Монголия, Объединенные Арабские Эмираты, Китай, Камбоджа, Лаос, Куба отправили поздравительные телеграммы.